# كيفانش تاتليتوغ
كيفانش تاتليتوغ أو قوانج طاتلوتوغ (بالتركية: Kıvanç Tatlıtuğ)‏ هو عارض أزياء سابق، وممثل تركي، ولاعب سابق لكرة السلة. ولد في مدينة أضنة في تركيا، وينحدر من عائلة ذات أصول بوسنية. في عام 2002، حصل على جائزة أفضل عارض أزياء في تركيا ثم أفضل عارض أزياء في العالم، ما ساهم في انطلاق مسيرته المهنية في مجال الأزياء والتمثيل.

## السيرة

### السنوات المبكرة
ولد كيفانش تاتليتوغ في 27 أكتوبر 1983 في أضنة، وهو ابن إرديم ونورتن تاتليتوغ. من أصل ألباني وبوسني من جهة والده، ومن أدرنة من جهة والدته.

### كرة السلة
عاش كيفانش تاتليتوغ في مسقط رأسه أضنة حيث تلقى تعليمه الثانوي. خلال تلك الفترة برزت موهبته في كرة السلة ما دفعه للانتقال إلى إسطنبول للانضمام إلى عدد من فرق المقدمة التركية. مع النجاح الكبير الذي حققه في ملاعب كرة السلة[بحاجة لمصدر] حلم كيفانش بالانتقال إلى الدوري الأمريكي للمحترفين. لكن تعرضه لإصابة خطيرة أدى إلى نهاية مسيرته الرياضية، مما دفعه لتوجيه اهتمامه نحو عالم الأزياء والتمثيل.

### عرض الأزياء
بعد الإصابة التي أنهت مسيرته في كرة السلة، مرّ كيفانش تاتليتوغ بحالة نفسية صعبة نتيجة فقدانه لحلمه. لكن والدته قامت بخطوة غير متوقعة، حيث أرسلت مجموعة من صوره إلى إحدى وكالات عارضي الأزياء. نال مظهره إعجاب القائمين على الوكالة، مما دفعهم لطلب ضمه إلى فريقهم. وهكذا، بدأ كيفانش رحلة جديدة في عالم الأزياء، والتي انتهت بفوزه بلقب "أفضل عارض أزياء في العالم" عام 2002، وهو ما فتح له الأبواب نحو عالم الشهرة والتمثيل.

### التمثيل
بعد فوزه بلقب "أفضل عارض أزياء في العالم"، انتقل كيفانش تاتليتوغ للعيش في باريس، حيث كان يخطط للاستمرار في مسيرته كعارض أزياء. لكن عرضًا مغريًا تلقاه للعب دور البطولة في مسلسل تركي كان نقطة تحول في حياته. العرض كان لأداء دور "مهنّد" في المسلسل الشهير "نور"، الذي حقق نجاحًا كبيرًا، وأعاد كيفانش إلى تركيا ليبدأ مسيرته الفنية كممثل، ويصبح واحدًا من أبرز نجوم الدراما التركية.

### حياته الشخصية
ٱرتبط كيفانش عاطفياً بملكة جمال تركيا والعالم السابقة، عذراء أكين والتي كانت بطلة المسلسل التركي موسم المطر. كانت هناك خطط للزواج بينهما، لكن العلاقة التي استمرت لمدة 11 عامًا انتهت بإعلانهما الانفصال.
بعد انفصاله عن عذراء أكين، دخل كيفانش في علاقة عاطفية جديدة مع عارضة الأزياء الفرنسية يوجين فلورنسا، التي شاركته في بطولة حملة إعلانية لآيس كريم "ماغنوم". ولكن هذه العلاقة لم تستمر سوى عدة شهور. عند إعلانه عن الانفصال أوضح كيفانش أن علاقتهما كانت جيدة لكن اختلاف اللغة والثقافة بينهما كان سببًا رئيسيًا في الفراق.
بعد فترة قصيرة من انفصاله عن يوجين فلورنسا، دخل كيفانش في علاقة جديدة مع مصممة الأزياء التركية باشاك ديزر. كانت قد صممت أزياء مسلسل العشق الممنوع وبدأت علاقتهما كصداقة قوية تطورت لاحقًا إلى قصة حب. بعد انفصال باشاك عن زوجها عقد كيفانش وباشاك قرانهما يوم الجمعة 19 فبراير 2016 في السفارة التركية بباريس في حفل حضره المقربون فقط.

## أعماله

### المسلسلات
| عنوان                                      | السنة     | الدور: تركي/مدبلج |
| ------------------------------------------ | --------- | ----------------- |
| نور                                        | 2005      | محمد/ مهند        |
| ميرنا وخليل                                | 2007-2008 | خليل              |
| العشق الممنوع                              | 2008-2010 | بهلول/ مهند       |
| إيزل                                       | 2009-2011 | سكيز/رامز         |
| الشمال والجنوب (وتم دبلجته إلى عودة مهند)  | 2011-2013 | كوزاي/ مهند       |
| كورت سعيد وشورى (وتم دبلجته إلى ليث ونورا) | 2014      | كورت سعيد/ ليث    |
| جسور والجميلة                              | 2017      | جسور              |
| اصطدام                                     | 2019      | قدير أدالي- يوسف  |
| العائلة                                    | 2023      | أصلان سويكان      |

### الأفلام
| اسم الفيلم                  | السنة | الدور  |
| --------------------------- | ----- | ------ |
| الأمريكيون في البحر الأسود2 | 2007  | مُظفر   |
| حلم فراشة                   | 2013  | مُظفر   |
| هيا يا ابني                 | 2018  | علي    |
| أعمال منظمة                 | 2019  | سروهان |
| عيد العشاق                  | 2022  | يوسف   |
| ضاق الخناق                  | 2023  |        |

## وصلات خارجية
- كيفانش تاتليتوغ على موقع IMDb (الإنجليزية)
- كيفانش تاتليتوغ على موقع روتن توميتوز (الإنجليزية)
- كيفانش تاتليتوغ على موقع قاعدة بيانات الأفلام العربية
- كيفانش تاتليتوغ على موقع ألو سيني (الفرنسية)
- كيفانش تاتليتوغ على موقع قاعدة بيانات الفيلم (الإنجليزية)
- كيفانش تاتليتوغ على موقع كينوبويسك (الروسية)
- Kivanc Tatlitug Unofficial Website
- Noor or Gümüs, the Turkish drama invades arab televisions

|}